# Epania mundali
Epania mundali là một loài bọ cánh cứng trong họ Cerambycidae.